# Barnum Peak
Il Barnum Peak è un picco roccioso antartico, alto 2.940 m, che sormonta l'estremità orientale di un divisorio roccioso coperto di neve, posto in vicinanza della testa del Ghiacciaio Liv, appena a sud della bocca del Ghiacciaio LaVergne, nei Monti della Regina Maud, in Antartide.
Il picco è stato scoperto dall'esploratore polare statunitense Byrd durante il suo volo verso il Polo Sud del novembre 1929.
La denominazione è stata assegnata dallo stesso Byrd in onore di Jerome D. Barnum (1889-1965), editore del Post Standard di Syracuse, nello Stato di New York, che era stato un contributore della spedizione.